# سیمل
سیمل (به عربی: سمیل) یک منطقهٔ مسکونی در عراق است که در استان دهوک واقع شده‌است. سیمل ۵۰٬۰۰۰ نفر جمعیت دارد.